# Cécile Demaude
Cécile Demaude (1 de junio de 1972 en Maisons-Alfort, Francia). Es una esgrimista en silla de ruedas que participa en competiciones internacionales de esgrima. Es medallista de plata europea y ha competido en los Juegos Paralímpicos de verano de 2012 y 2016,  y se ha clasificado para competir en los Juegos Paralímpicos de verano de 2024.